# 励讯集团
励讯集团（RELX Group），原稱里德·愛思唯爾集團或里德·埃爾塞維爾（Reed Elsevier），成立於1993年，由英國的里德國際公司（Reed International PLC）和荷蘭的愛思唯爾公司（Elsevier NV）合併組成，並投資設立了「里德·愛思唯爾出版集團」（Reed Elsevier Group PLC）和「愛思唯爾·里德金融集團」（Elsevier Reed Finance BV）兩家公司。
里德·愛思唯爾出版集團在英國註冊，負責集團內所有圖書出版和線上資料庫等業務；愛思唯爾·里德金融集團在荷蘭註冊，專為里德·愛思唯爾集團提供財政、金融和保險服務。
2002年，里德國際公司和愛思唯爾公司各分別易名為「Reed Elsevier PLC」和「Reed Elsevier NV」。前者在英國倫敦證交所（LSE）掛牌，代碼REL，持有出版集團的50%股權和金融集團的39%股權；後者在泛歐證交所（Euronext）掛牌，代碼REN，持有出版集團的50%股權和金融集團的61%股權。
2015 年，RELX 集團將 Reed Elsevier PLC 和 Reed Elsevier NV 合併為一家公司 RELX PLC，簡化了公司結構。  RELX PLC 現已在英國註冊成立，並在倫敦證券交易所、紐約證券交易所和阿姆斯特丹泛歐證券交易所上市。

## 歷史沿革

### 里德國際公司
里德國際公司成立於1894年英國，創始人是Albert E. Reed，從新聞用紙製造商起家。公司原以創始人Albert Reed為名，1903年Albert Reed & Co.  公開發行，1970後年陸續易名為Reed International Ltd（1970），Reed International PLC（1982），到現在的 Reed Elsevier PLC（2002）。

## 旗下出版物
- 《細胞》（Cell）
- 《柳葉刀》（The Lancet） 或譯《刺胳針》
- 荷蘭《醫學文摘》（Excerpta Medica Database）
- 《Tetrahedron Letters》
- 《新科學人》（New Scientist）

## 旗下子公司
- Academic Press
- Butterworth Heinemann
- Cahners Business Information
- Cahners Travel Group
- Churchill Livingstone
- Elsevier Business Information
- Elsevier Opleidingen
- Elsevier Science
- Les Editions du Juris-Classeur
- LexisNexis
- Reed Business Information
- Reed Educational & Professional Publishing
- Reed Exhibitions
- Reed Technology and Information Services
- Springhouse Corporation
- Staempfli Verlag
- Martindale-Hubbell
- Mosby
- Pan European Publishing Company
- W. B. Saunders